# Doma-dong
Doma-dong (koreanska: 도마동) är en stadsdel i staden Daejeon, i den centrala delen av Sydkorea, 140 km söder om huvudstaden Seoul. Den ligger i stadsdistriktet Seo-gu.

## Indelning
Administrativt är Doma-dong indelat i:
| Namn    | Namn            | Yta km² | Invånare 31 dec 2020 |
| ------- | --------------- | ------- | -------------------- |
| 도마1동 | Doma 1(il)-dong | 1,63    | 15 575               |
| 도마2동 | Doma 2(i)-dong  | 1,77    | 18 168               |